# Бібліотека митрополита Флавіана
Бібліотека митрополита Флавіана — збірка книг і архітектурна споруда для її зберігання на території Національного Києво-Печерського історико-культурного заповідника.

## Дещо про митрополита Флавіана

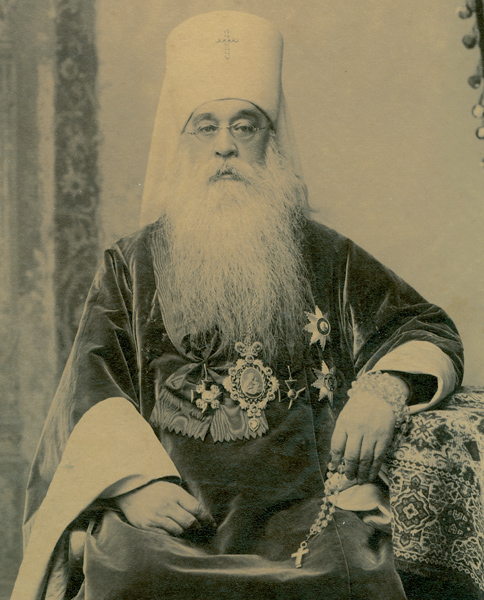
Митрополит Флавіан (1840—1915), в миру Городецький Микола Миколайович, фото бл. 1910 року.

Митрополит Флавіан (1840—1915), в миру Городецький Микола Миколайович. Наприкінці життя — митрополит Київський і Галицький, священно-архімандрит Києво-Печерської лаври (1903—15), член Святійшого Синоду (з 1898 року). Книги почав збирати під час перебування у Китаї у період 1873—1891 років, де був членом Пекінскої духовної місії, згодом призначений архимандритом місії. .
Бібліотека митрополита мала близько 20.000 примірників на початок 20 ст. Серед книг — чимало рідкісних видань, богословських і світських, що висвітлювали проблеми історії, педагогіки, літератури, філософії, окремий розділ бібліотеки — видання щодо хорового церковного співу тощо. Окрім друкованих видань, був розділ рукописів, архіви родин князів Воронцових та Куракіних, Південно-Західної Російської імперії тощо. Збірка була каталогізована. Картки для видань створив сам митрополит. В монастирі систематичний каталог створив ігумен Михаїл. Вітрини для рарітетів і книжкові шафи виконали у київській столярній майстерні І. Прядченка.
Збережені відомості, що бібліотекою митрополита Флавіана користувались студенти Київської духовної академії, науковці з Петербурга, Києва, Москви, студенти Київського імператорського університету ім. св. Володимира тощо.

## Споруда бібліотеки

Два плани споруди бібліотеки митрополита Флавіана, Київ, 1-й та 2-й поверхи, бл. 1913 р.

Споруда бібліотеки митрополита Флавіана, історичне фото до 1914 р.

Бібліотека відкрилася для читачів 1909 року. Колись на цьому місці стояли будинок 19 т. та споруда монастирської кухні і келії для кухарів і садівників та сарай. Проєкт для бібліотеки створив архітектор Є. Єрмаков.
Споруда двоповерхова, цегляна, за планом у вигляді літери «Г», первісно стояла непотинькована і небілена. Залізобетонні перекриття були створені по двотавровим балкам. Стеля другого поверху була декорована кесонами. Ліплене оздоблення стелі у читальної залі виконав скульптор-декоратор Ф. Соколов (втрачене).
Північне крило. Книгосховище розмістили у трьох кімнатах другого поверху. Читальна зала була облаштована на першому. Південне крило, перший поверх — дев'ять келій для кухні, кухарів і садівників, другий поверх — кімнати для бібліотекарів. Через торець будинку намісника пробили отвір для дверей, аби входити у бібліотеку, не виходячи зовні. Планування споруди двосекційне, коридорного типу з однобічним розташуванням приміщень по першому поверху.

## Побутування споруди
- 1920 р. — споруда бібліотеки пошкоджена після артилерійського обстрілу Києва у ході Польсько-більшовицької війни.
- 1943 р. — споруда бібліотеки знову була пошкоджена під час нациської окупації Києва.
- 1948 р. — створено проєкт ремонтно-відновлювальних робіт у колишній споруді бібліотеки митрополита Флавіана. Роботи були проведені 1953 року майстернею тресту «Будмонумент» під керівництвом архітектора І. Михайловського.
- 1965 р. — черговий цикл ремонтно-відновлювальних робіт.

## Доля книг бібліотеки
Після підкорення України більшовицьким урядом Москви книги бібліотеки митрополита Флавіана (передані власником у дар монастиреві) були 1922 р. силоміць передані у відомство Всеукраїнської Академії наук без права вивезення. Як цілісна колекція, створена на зламі 19-20 ст., бібліотека митрополита Флавіана давно не існує. Відомо, що у роки нациської окупації міста Київ бібліотека була пограбована. Частина книг з бібліотеки Флавіана шляхом обміну була повернена до Києва з Берліна 2013 року.